# Гарлок (разлом)

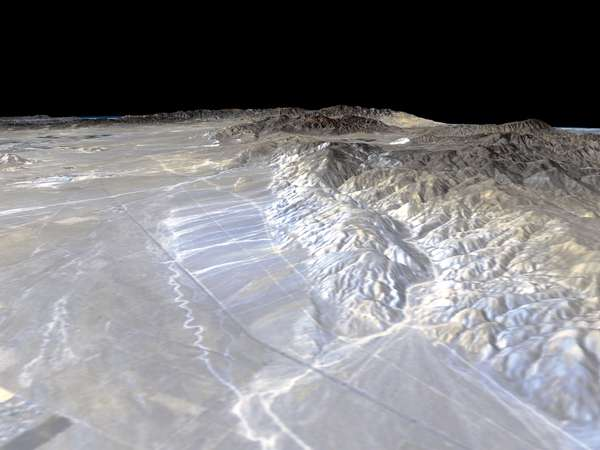
Гарлок (снимок НАСА)

Гарлок (англ. Garlock Fault) — геологический разлом, представляющий левосторонний сдвиг длиной около 250 км, проходящий по территории юго-западных штатов США и ориентированный с северо-востока на юго-запад. Проходит по северной границе Мохавского тектонического блока и южным отрогам гор Сьерра-Невада. Пересекает разлом Сан-Андреас в районе низменности Антелоп, где приурочен к излому в направлении разлома Сан-Андреас. Образовался в результате изменения направления движения тихоокеанской плиты с параллельного побережью на параллельное разлому Сан-Андреас. Сдвиги 2—11 мм/год. Сейсмическая активность невысокая, землетрясения (до 5,7 баллов) обычно вызваны землетрясениями на других разломах.